# Elevators
Elevators je slovenska glasbena skupina (tudi superskupina), ki je z delovanjem pričela leta 1997, njene korenine pa segajo v 90. leta 20. stoletja. Zasedbo sestavljajo vidnejši slovenski studijski glasbeniki: kitarist in vokalist Robi Pikl (Manouche, Magnifico, ...), klaviaturist in vokalist Davor Klarič (Šank Rock, Mi2, Vlado Kreslin, Laibach, ...), bas kitarist in vokalist Jani Hace (Siddharta, Janez Bončina Benč, ...) ter bobnar in vokalist Sergej Ranđelović - runJoe (Elvis Jackson, Jararaja, ...). Glasbo skupine bi lahko opisali kot zmes funka, acid jazza in jazz rocka. Po mnenju mnogih gre za eno najbolj glasbeno podkovanih skupin v Sloveniji.

## Zgodovina

### 2001−2007: Začetki inElevator Music
»Da ne bo nesporazuma - mi uživamo tudi, ko igramo v drugih bendih, da ne bo izpadlo kako nam je težko, ko moramo z drugimi igrati. Nam je v užitek z vsakim igrat, ker pač igramo /.../ z bendi, s katerimi uživamo. To je v bistvu bolj v smislu prestiža, na nek način, to, da mi ne 'hvatamo' niti slučajno nekih trendov in nas sploh ne zanimajo /.../. Gre bolj za to, da mi uživamo v tej muski, da nam je ta muska všeč, da smo s to musko gor zrasli, z bendi, ki so podobno musko že v 70. igrali /.../. To je 'užitkarstvo'.«

Davor Klarič o užitkarstvu
Začetki skupine segajo v 90. leta 20. stoletja, v leto 1997, ko sta bas kitarist Jani Hace in bobnar Sergej Ranđelović - runJoe igrala v spremljevalni skupini Magnifica. Slovela sta za zelo kakovostno ritem sekcijo in prišla na idejo, da bi se, poleg dela z drugimi slovenskimi izvajalci, lotila česa drugega. V tistem obdobju sta tako nastali skladbi "Jm se rad" in "Še je cejt". V duetu sta posnela tudi eno skladbo. »Bend Elevators je nastal pred, recimo, dobrimi desetimi leti pomojem, nekako iz skupine glasbenikov, ki smo vsi ali že pri komu sodelovali ali smo se pa dobivali po navadi na kakšnih snemanjih za koga drugega, se pravi, kot nek 'session band' je nastal«, je o nastanku skupine dejal Hace. Magnificovi zasedbi se je zatem pridružil še klaviaturist Davor Klarič, katerega sta Hace in runJoe povabila k novemu projektu. Prva zasedba skupine je bila zakoličena, ko je članica skupine postala flavtistka in vokalistka Tina Blazinšek. Klarič je dejal, da je skupina nastala »iz ene vrste dolgčasa, ko smo spremljali pevce in igrali z bendi v glavnem, /.../ v nekih podrejenih vlogah, smo si pač naredili trio Jani Hace, Sergej Ranđelović pa jaz, da bi malo uživali, se malo zezali po svoje. Potem je kmalu nastal kvartet, ko se nam je Tina priključila na flavti pa na vokalu.« Po dveh kratkotrajnih imenih je ime skupine postalo in ostalo "Elevators". Ime skupine je prišlo, ker so napisali nekaj avtorskih instrumentalnih skladb, za kar je v uporabi nekoliko podcenjevalni izraz "elevator music", s čimer označujejo glasbo, ki se vrti po letališčih in dvigalih ter je pretežno nemoteča. Hace je dejal, da se je za ime skupine izkazalo, da kar dviga, ni slabo.
Prvi album z naslovom Elevator Music, je skupina izdala leta 2001 pri založbi Vitrium. Na albumu je sodelovalo več gostov, med njimi Primož Grašič, Boško Petrović, Tadej Tomšič in Tokac. Album vsebuje enajst avtorskih skladb, od katerih so bile najbolj uspešne "Na krilih ljubezni", "Žulejne j' krmpir" in "Brasilica". Besedili skladb "Žulejne j krmpjir" in "Še je cejt" je v ajdovskem narečju prispeval Ranđelović. Odzivi po izdaji prvega albuma so bili nepričakovani. Člani skupine so album delali predvsem iz hobija. Kmalu zatem je prišel v skupino menedžer Robert Lebar, ki je projekt tudi poslovno osmislil in skupina je po izdaji albuma nekaj let imela od 20 do 30 koncertov letno. Po izdaji albuma je sledila manjša promocijska turneja, ki je potekala v Ljubljani, Celju, Novi Gorici, Mariboru in Velenju, kot kitarist pa se je skupini na turneji pridružil Primož Grašič.
Leta 2003 je ameriška založba Tribal Winds izdala vinilno ploščo Brasilica s tremi remiksi skladbe "Brasilica", ki je izšla na debitantskem albumu Elevators. Dva remiksa je prispeval Antonio Ocasio, enega pa Janez Križaj.
Leta 2005 je v skupini prišlo do spremembe zasedbe, ko je skupino zapustila flavtistka in vokalistka Tina Blazinšek. Nadomestil jo je kitarist in vokalist Mate Brodar, ki je v skupini vztrajal dve leti. Leta 2007 se je skupini pridružil kitarist in vokalist Robi Pikl, ki se je v tistem času prav tako pridružil spremljevalni zasedbi Magnifica. Zvok skupine je s prihodom stalnega kitarista postal nekoliko trši. »Mislim, da smo malo bolj na poskok, /.../ če ne pa ostajamo zvesti neki tej funkoidni muziki«, je dejal Klarič.

### 2007−danes:ElevatorsinIzštekani
»Naše izhodišče, zakaj počnemo, kar počnemo, je, da delamo glasbo, ki nam je všeč, ki nas zna združiti in ki nas spravi v neko dobro voljo ali do nekih skupnih občutij. Morda se to zdi in sliši malo idealistično, vendar nas to še vedno drži skupaj.«

Jani Hace
Svoj drugi album z naslovom Elevators, je skupina izdala leta 2008 pri založbi Celinka. Večinoma vsebuje instrumentalne skladbe, pa tudi nekaj vokalnih vložkov. »Vokale uporabljamo bolj priložnostno, za zabavo. /.../ Jasno ti je 'aha, tu bi imel pa vokale'. Vidiš, da obstaja prostor za vokal, komad diši po tem, da bi bilo zelo dobro, da bi ta prostor namesto kakšnega solo inštrumenta zavzel vokal, plus imaš možnost nekega besedno-izpovednega polja. Lahko še kaj poveš, če imaš kaj za povedat«, je o vokalnih skladbah dejal Klarič. Pri snemanju so kot gostje sodelovali Tokac, Blaž Celarec in Janez Dovč.
Leta 2011 je skupina praznovala 10. obletnico izdaje debitantskega albuma. 17. marca je na spletnem portalu YouTube izšel singl "V aorto", 18. marca 2011 pa je skupina gostovala v oddaji Izštekani. Na koncertu so se skupini pridružile Josipa Lisac, Aphra Tesla in Tinkara Kovač. Posnetki s koncerta so izšli leto kasneje na zgoščenki Izštekani pri ZKP RTV Slovenija. Dan zatem je skupina v Kinu Šiška izvedla koncert ob 10. obletnici izdaje debitantskega albuma Elevator Music. Kot gostje so se skupini na odru pridružile Josipa Lisac, Aphra Tesla in Tinkara Kovač.
29. oktobra 2012 so Elevators nastopili na Dnevu 202, ki je potekal ob 40-letnici radijskega programa Val 202. Elevators so na koncertu, ki je potekal v Hali Tivoli zaigrali glasbeni venček, sestavljen iz 40 slovenskih evergreenov. Vsaka skladba je trajala točno 72 sekund, večino pa so odpeli originalni vokalisti oz. avtorji: Tomi Meglič (Siddharta), Tokac (Dan D), Tina Marinšek in Nina Vodopivec (Tabu), Grega Skočir (Big Foot Mama), Borut Marolt (Niet), Lara Love (Leelojamais), Manouche, Zlatko, Trkaj, Jernej Dirnbek in Tone Kregar (Mi2), Kosta, Neisha, Klemen Klemen, Vlado Kreslin, Peter Lovšin, katarina Mala, Murat & Jose, Mina Špiler (Melodrom), Andrej Šifrer, Adi Smolar, Neca Falk, Alenka Godec, Severa Gjurin, Oto Pestner, Jani Kovačič, Aleksander Mežek, Dejan Došlo (Leteči potepuhi), Nikolovski, Janez Bončina Benč, Sestre, Tinkara Kovač, Billy (Bombe), Anja Rupel... Elevatorsem sta se za to priložnost na odru pridružila vokalistka in harmonikarka Petra Trobec ter vokalist in trobentač Luka Ipavec, oba člana skupine Manouche. Skladbe niso bile izvedene po kronološkem vrstnem redu, ampak so člani skupine gledali, da so se skladbe med seboj logično in ritmično poklopile.
Leta 2013 je skupina nastopil v mladinski oddaji Muzikajeto, v kateri so predstavili zvrst acid jazz.
Leta 2014 je skupina spremljala Rudija Bučarja na EMI 2014. Skupaj so izvedli pesem "Tja", ki se ni uvrstila v superfinale.
18. januarja 2019 je skupina nastopila skupaj z Big Bandom RTV Slovenija v Siti teatru. Kot gosta sta se skupini pridružila tolkalec Lazaro Amed  Hierrezuelo in vokalistka Ana Bezjak. Big Bandu je dirigiral Tomaž Gajšt, ki je bil tudi vodja projekta, aranžmaje za Big Band pa so, poleg Gajšta, prispevali Aleš Avbelj, Tadej Tomšič in Matjaž Mikuletič.

## Člani skupine

### Trenutna zasedba
- Robi Pikl − kitara, vokal (2007–danes)
- Davor Klarič − klaviature, vokal (1999–danes)
- Jani Hace − bas kitara, vokal (1997–danes)
- Sergej Ranđelović - runJoe − bobni, vokal (1997–danes)

### Nekdanja člana
- Tina Blazinšek − flavta, vokal (1999–2005)
- Mate Brodar − kitara, vokal (2005–2007)

## Diskografija

### Studijski albumi
- Elevator Music (2001)
- Elevators (2008)
- Big Elevators Band (2024) (z Big Bandom RTV Slovenija)

### Album v živo
- Izštekani (2012)